# Arbeitsgruppe Dritte Welt Bern
Die Arbeitsgruppe Dritte Welt Bern (AG3W) war eine Schweizer Denkfabrik.
Die AG3W entstand im September 1969, als sich eine evangelische Arbeitsgruppe mit Theologiestudierenden zusammenschloss. Bis 1973 führte die AG3W Geschenkverzichtsaktionen zugunsten der Dritten Welt durch. Die AG3W betrieb neben Lobbying hauptsächlich Informations- und Öffentlichkeitsarbeit über Zustände in der Dritten Welt. Rudolf Strahm galt als ihr «theoretischer Kopf».
Die Arbeitsgruppe machte 1974 mit der Broschüre Nestlé tötet Babys auf unethische Marketingpraktiken von Nestlé aufmerksam. Sie kritisierte, dass Nestlé in Entwicklungsländern Säuglingsnahrung aggressiv bewarb, wodurch unter schlechten hygienischen Bedingungen Säuglinge gefährdet wurden. Der anschliessende Prozess 1976 trug zur Entwicklung des Internationalen Kodex für die Vermarktung von Muttermilchersatzprodukten bei (1981) und gilt als Vorbild für Aktivismus gegen unverantwortliche Geschäftspraktiken.
Das Archiv der AG3W befindet sich im Schweizerischen Sozialarchiv, wo es von Urs Kälin bearbeitet wurde. Es umfasst Akten des Nestlé-Prozesses (1974–1976), des Mirow-Prozesses (1977–) und des Falles Compañía Ítalo Argentina de Electricidad (1979–).

## Publikationen (Auswahl)
- Martin Stähli u. a.: Cabora Bassa: Modellfall westlicher Entwicklungspolitik. 1971.
- H. P. Jenni: Rassismus in Rhodesien. Dokumentationsreihe der Arbeitsgruppe Dritte Welt. 1971. OCLC 84628782
- Zimbabwe Rhodesien Zimbabwe. 1972.
- Andres Enderli, Bruno Gurtner: Chile - wie informieren zwei grosse Berner Zeitungen ihre Leser? 1973. OCLC 1284647246
- Entwicklungszusammenarbeit - kritisch beleuchtet: Eine Dokumentation zur Meinungsbildung über das Entwicklungszusammenarbeitsgesetz des Bundes. 1973.
- Tötet Nestlé Babys?: Versuch eines multinationalen Konzerns, eine entwicklungspolitische Arbeitsgruppe mundtot zu machen. 1975. OCLC 884615253
- Arbeitsgruppe Dritte Welt Bern: Exportinteressen gegen Muttermilch: Der tödliche Fortschritt durch Babynahrung. Rowohlt, Reinbek bei Hamburg 1976, ISBN 3-499-14065-9.
- Motor Columbus entdeckt Amerika: 66 Jahre Elektrokolonialismus in Argentinien. 1978. OCLC 600537380